# Лук'янівське
Лук'я́нівське — село в Україні, у Василівському районі Запорізької області. Населення становить 143 осіб. Орган місцевого самоврядування - Степногірська селищна рада.

## Географія
Село Лук'янівське знаходиться за 4,5 км від села Павлівка та за 6 км від смт Степногірськ. По селу протікає пересихаючий струмок з загатою.

## Населення

### Мова
Розподіл населення за рідною мовою за даними перепису 2001 року:
| Мова       | Кількість | Відсоток |
| ---------- | --------- | -------- |
| українська | 127       | 88.81%   |
| російська  | 13        | 9.09%    |
| вірменська | 3         | 2.10%    |
| Усього     | 143       | 100%     |

## Історія
- 1921 — дата заснування.